# Tournedos alla Rossini
I tournedos alla Rossini (tournedos Rossini) sono un secondo piatto francese a base di tournedos, foie gras saltato in padella, tartufi neri a fette e salsa al madera. In alcune versioni dell'alimento, i filetti di carne sono conditi con una salsa a base di tartufi e madera (salsa Périgueux).

## Storia
Sebbene il loro nome sia chiaramente un omaggio al compositore e gastronomo Gioachino Rossini, le origini dei tournedos alla Rossini non sono chiare. Secondo alcuni l'alimento è stato preparato per la prima volta da Casimir Moisson, cuoco della Maison dorée di Parigi, che lo avrebbe servito a Rossini che era solito andare in quel ristorante. Altri vogliono che i tournedos alla Rossini siano stati inventati da Marie-Antoine Carême, che era amico del compositore.